# Filippo Bottino
Filippo Emanuele Bottino (Gènova, 9 de desembre de 1888 – Sestri Ponente, 18 d'octubre de 1969) fou un aixecador italià que va competir a començaments del segle xx.
El 1920 va prendre part en els Jocs Olímpics d'Anvers, on disputà la prova del pes pesant, per a aixecadors amb un pes superior a 82,5 kg, del programa d'halterofília. En ella guanyà la medalla d'or amb un pes total de 265,0 kg alçats. El 1924 a disputar la mateixa prova als Jocs de París, però fou sisè.
El 1922 fou el primer italià en aconseguir un rècord del món en halterofília. Durant la seva carrera esportiva va guanyar 11 campionats italians, set d'ells en el pes pesant, entre 1913 i 1922. Pels seus èxits fou nomenat Cavaller de la República Italina, va rebe a Medalla d'Honor al Mèrit Esportiu i va ser nomenat membre honorari de la Federació d'halterofília.